# Jayne Mansfield's Car - L'ultimo desiderio
Jayne Mansfield's Car - L'ultimo desiderio (Jayne Mansfield's Car) è un film del 2012 scritto, diretto e interpretato da Billy Bob Thornton con Robert Duvall, John Hurt e Kevin Bacon.

## Trama
Abbandonato dalla moglie Naomi fuggita in Inghilterra dove si è innamorata di un altro, Jim Caldwell ha cresciuto da solo quattro figli; Carroll, Skip, Jimbo e Donna. Alla sua morte, Naomi esprime come ultima volontà quella di essere seppellita negli Stati Uniti. Suo malgrado Jim è costretto ad incontrare Kingsley Bedford, l'uomo che gliel'ha portata via.

## Distribuzione
Il film, il cui primo trailer in lingua inglese è stato diffuso il 19 luglio 2012, è stato presentato al Festival di Berlino 2012.